# Дрімлюга перуанський
Дрімлюга перуанський (Systellura decussata) — вид дрімлюгоподібних птахів родини дрімлюгових. Мешкає в Перу і Чилі. Раніше вважався підвидом довгодзьобого дрімлюги, однак був визнаний окремим видом.

## Опис
Довжина птаха становить 20-21 см, самці важать 28-35 г, самиці 32 г. Забарвлення переважно сірувато-коричневе, поцятковане чорнуватими плямками. У самців на задній частині шиї широкий рудувато-коричневий "комір", на горлі невелика біла пляма, на крилах і хвості білі смуги, кінець хвоста білий. у самиць горло охристе, смуги на крилах охристі, плями на хвості відсутні.

## Поширення і екологія
Перуанські дрімлюги мешкають на тихоокеанському узбережжі Перу і Чилі (від Аріки на південь до оази Кільягуа в пустелі Атакама. Вони живуть в сухих тропічних лісах і чагарникових заростях, на узліссях і галявинах, в рідколіссях, чагарникових заростях і напівпустелях. Зустрічаються на висоті до 1300 м над рівнем моря. Живляться комахами, яких ловлять в польоті.Сезон розмноження триває з листопада по січень.